# Voroux-Goreux
Voroux-Goreux is een plaats en deelgemeente van de Belgische gemeente Fexhe-le-Haut-Clocher. Voroux-Goreux ligt in de Waalse provincie Luik en was tot 1 januari 1965 een zelfstandige gemeente.

## Bezienswaardigheden
- De Sint-Lambertuskerk (Église Saint-Lambert) is een neogotisch kerkgebouw van 1874 dat gebouwd is op de plaats van een oudere kapel.
- Het Kasteel van Goreux werd gebouwd eind 18e eeuw en in de 19e eeuw nog gewijzigd.

## Natuur en landschap
De hoogte aan de kerk bedraagt 167 meter.

## Demografische ontwikkeling
- Bronnen:NIS, Opm:1831 tot en met 1961=volkstellingen

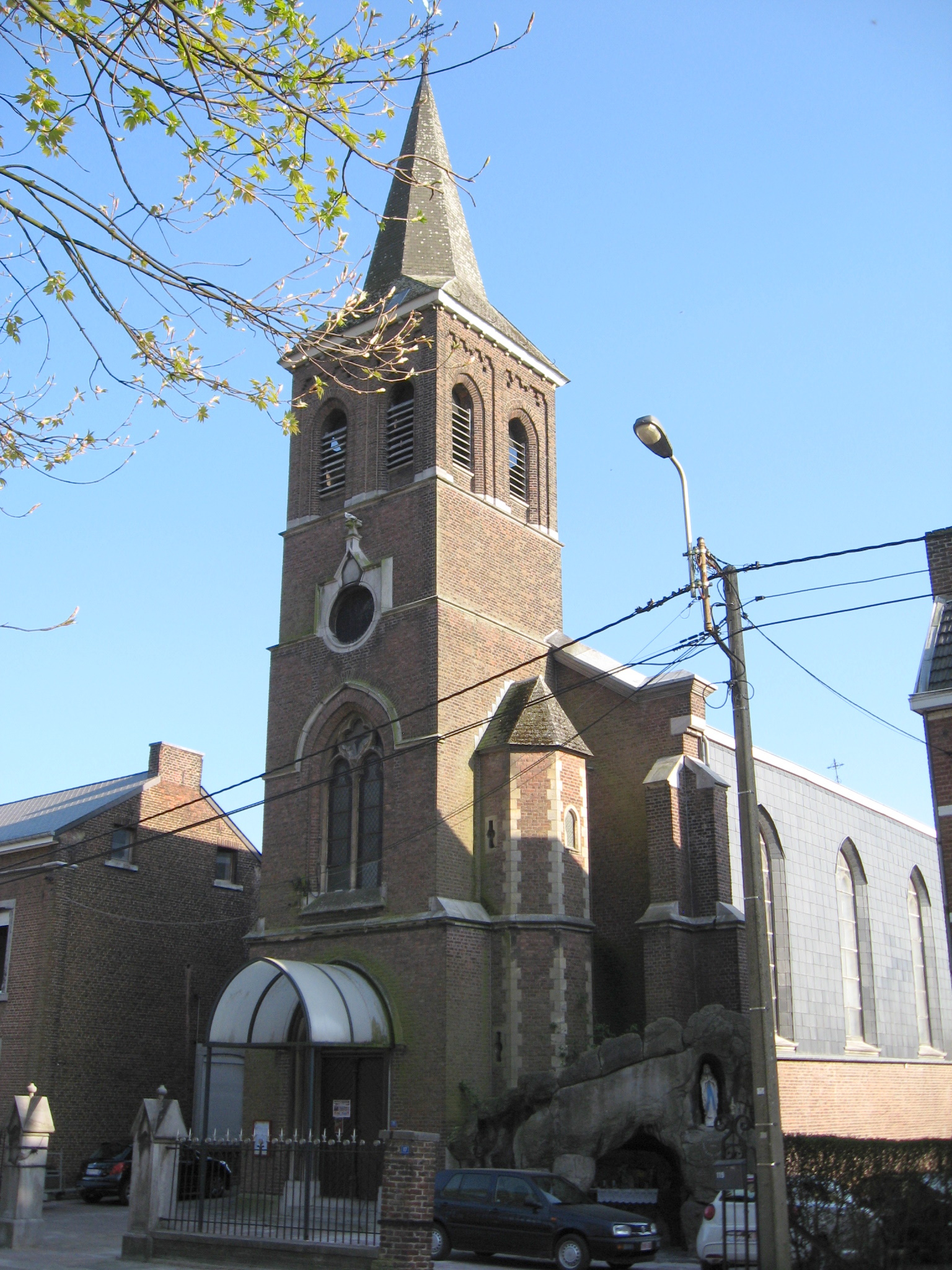
Kerk
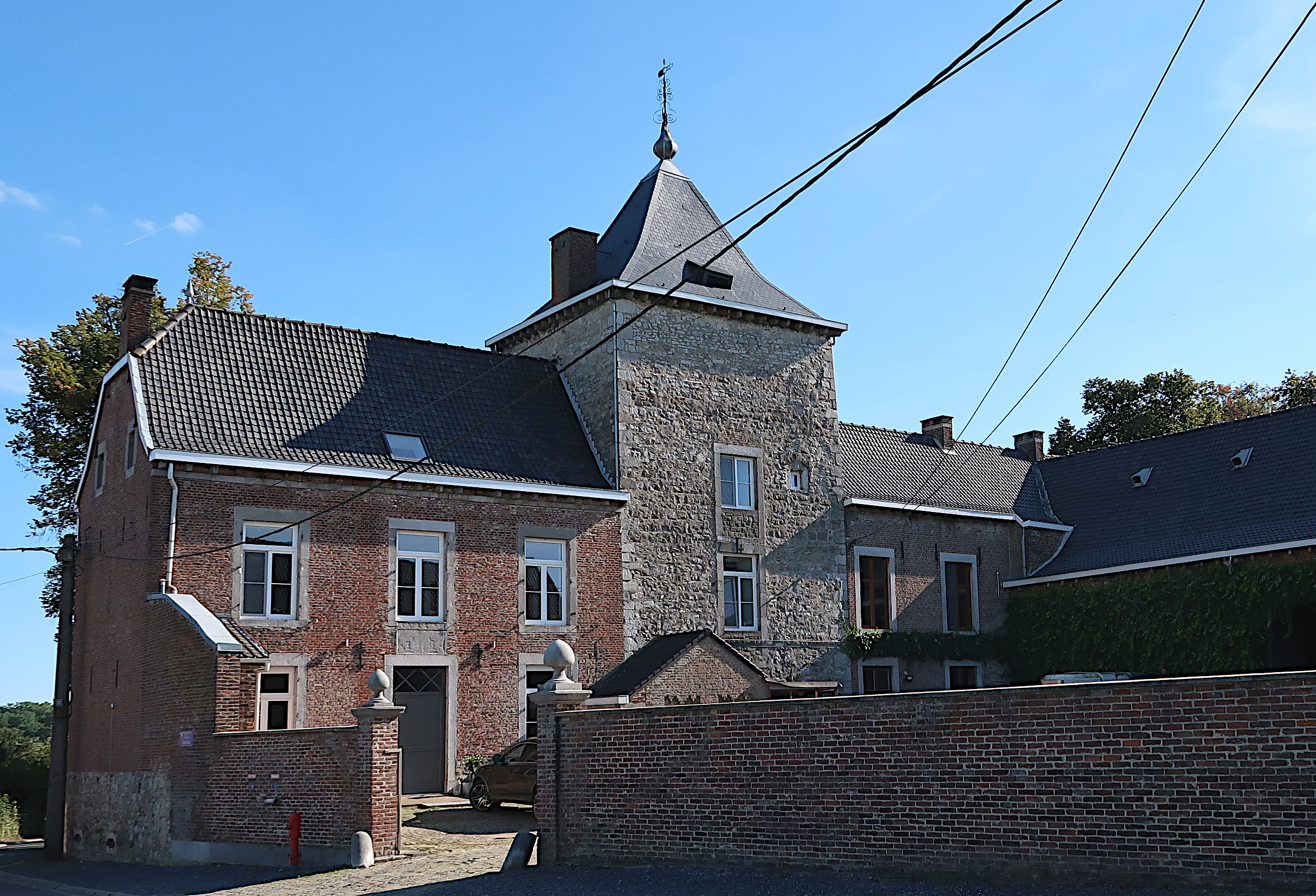
Kasteelhoeve van Voroux met donjon
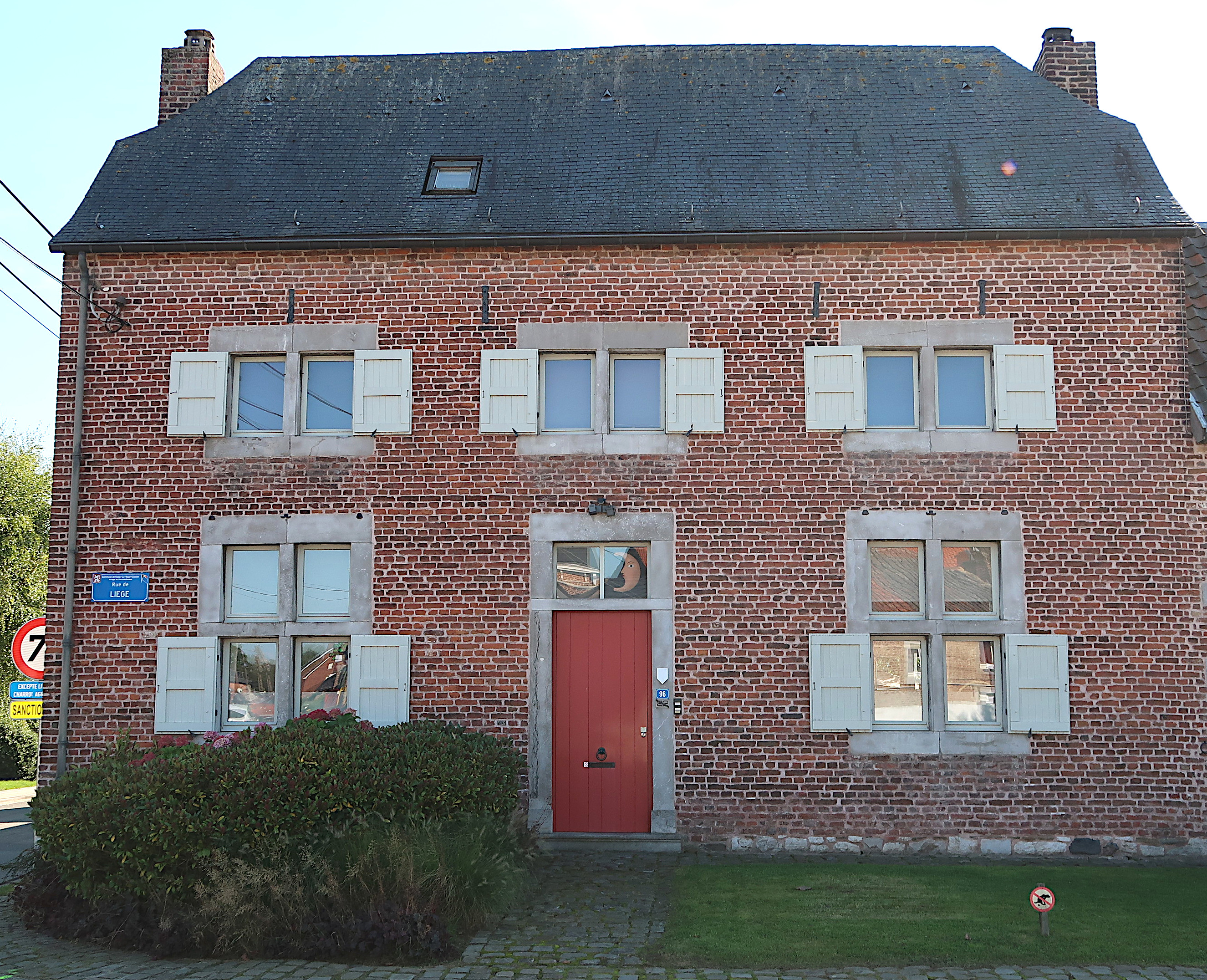
Maison Dachet (18de eeuw)

## Nabijgelegen kernen
Velroux, Roloux, Fexhe-le-Haut-Clocher, Fooz, Bierset